# Матвійчук Володимир Макарович
Володимир Макарович Матвійчук (нар. 19 жовтня 1951, село Яблунівка, Корсунь-Шевченківський район, Черкаська область) — український економіст.
З 5 березня 2014 року до 11 березня 2015 року — заступник Міністра фінансів України — керівник апарату.

## Освіта
Освіта повна вища. У 1977 році закінчив Київський інститут народного господарства ім. Д. С. Коротченка, за спеціальністю «Фінанси і кредит» та отримав диплом економіста.

## Трудова діяльність
У 1968 році розпочав трудову діяльність у колгоспі на Черкащині.
Після служби в армії — працював протягом 1972–1979 років виконуючим обов'язки старшого інспектора бюджету, а згодом старшим економістом бюджету районного фінансового відділу виконкому Лисянської районної ради депутатів трудящих Черкаської області.
У 1979 році обіймає посаду завідувача фінансового відділу виконкому Тальнівської районної ради народних депутатів Черкаської області.
У 1984 році призначений начальником відділу, заступником начальника Управління фінансування освіти, науки і культури Міністерства фінансів УРСР.
Серпень 1988 — липень 1993 — заступник начальника Відділу фінансування соціального розвитку — начальник підвідділу фінансування охорони здоров'я, начальник Управління фінансів і фінансових нормативів охорони здоров'я і соціального забезпечення, начальник Управління фінансування охорони здоров'я і соціального захисту населення Міністерства фінансів УРСР.
Липень 1993 — вересень 2001 — заступник Міністра фінансів України.
Жовтень 2001 — червень 2002 — віце-президент — фінансовий директор, перший віце-президент — фінансовий директор Міжрегіональної академії управління персоналом.
Червень 2002 — березень 2003 — заступник Державного секретаря Міністерства праці та соціальної політики України.
Березень 2003 — січень 2005 — директор Департаменту аудиту Національного банку України.
Лютий 2005 — серпень 2006 — заступник Міністра фінансів України.
Грудень 2006 — грудень 2007 — перший заступник керівника, керівник Головної служби соціально-економічного розвитку Секретаріату Президента України.
Грудень 2007 — березень 2010 — заступник Міністра фінансів України.
Березень 2010 — січень 2011 — заступник Міністра праці та соціальної політики України.

## Нагороди та звання
Володимир Матвійчук державний службовець 2-го рангу (з лютого 2007), заслужений економіст України має нагороди та почесні звання: Почесна грамота Кабінету Міністрів України, нагрудний знак Державної податкової адміністрації України «За сприяння податковим органам» та Почесна грамота Міністерства фінансів України.